# Bachia didactyla
Bachia didactyla (двопала бахія) — вид ящірок родини гімнофтальмових (Gymnophthalmidae). Ендемік Бразилії.

## Поширення і екологія
Двопалі бахії відомі з двох місцевостей, розташованих на плато Чапада-душ-Паресіс, одне з яких розташоване в муніципалітеті Сапезал в штаті Мату-Гросу, а друге — в муніципалітеті Вільєна в штаті Рондонія, поблизу Вільєни. Вони живуть в піщаних анклавах серрадо.

## Збереження
МСОП класифікує цей вид як такий, що перебуває під загрозою зникнення. Bachia didactyla загрожує знищення природного середовища.